# زالادیومورو
زالادیومورو (به مجاری:  Zalagyömörő) یک شهرداری در مجارستان است که در وسپرم واقع شده‌است. زالادیومورو ۱۱٫۱۱ کیلومتر مربع مساحت و ۴۸۲ نفر جمعیت دارد.